# Śnieżnik (ptak)
Śnieżnik (Lerwa lerwa) – gatunek średniej wielkości ptaka z rodziny kurowatych (Phasianidae).

## Systematyka
Jedyny przedstawiciel rodzaju Lerwa i plemienia Lerwini. Obecnie (2020) uznaje się ten gatunek za monotypowy; wcześniej wyróżniano trzy podgatunki L. lerwa:
- L. lerwa lerwa (Hodgson, 1833) – Himalaje, południowy Tybetański Region Autonomiczny.
- L. lerwa major R. Meinertzhagen, 1927 – północny Junnan, zachodni Syczuan.
- L. lerwa callipygia Stegmann, 1938 – północny Syczuan, Gansu.

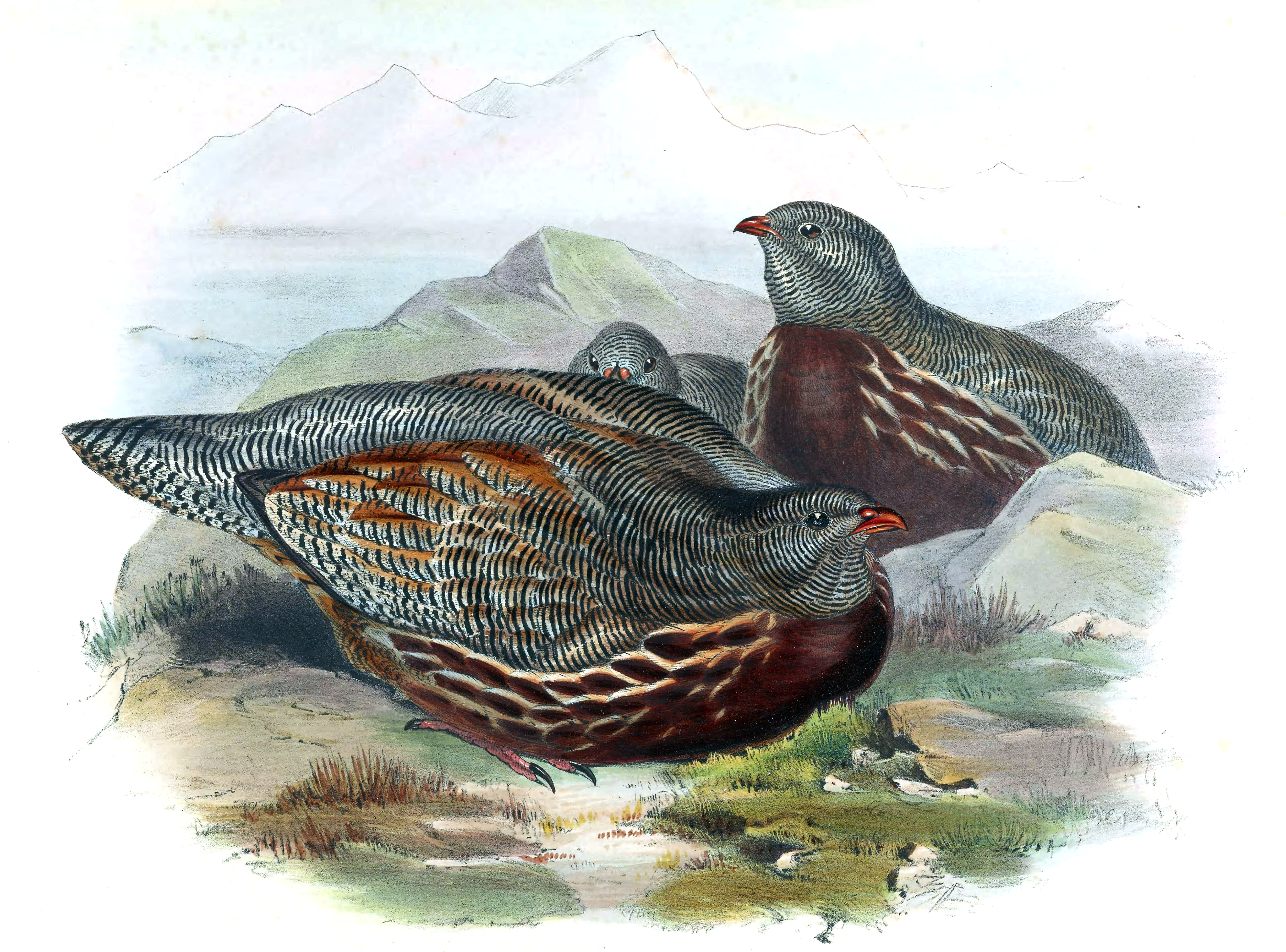
Śnieżniki na rycinie Johna Goulda

## Charakterystyka
Długość ciała 37–40 cm, masa 454–709 g. Samica nieco mniejsza od samca, ubarwiona podobnie.

## Występowanie
Występuje od Himalajów (od wschodniego Afganistanu) przez południowy i wschodni Tybet do środkowych Chin, powyżej górnej granicy lasu.

## Tryb życia
Odżywia się głównie pokarmem roślinnym. Gatunek monogamiczny i terytorialny. Składa 2–5 jaj. Wysiaduje wyłącznie samica. Młode pozostają z rodzicami aż do kolejnego sezonu rozrodczego.

## Status
Międzynarodowa Unia Ochrony Przyrody (IUCN) uznaje śnieżnika za gatunek najmniejszej troski (LC – least concern) nieprzerwanie od 1988 roku. Trend liczebności populacji jest spadkowy.